# Home run
No beisebol, home run (denotado HR) é uma rebatida na qual o rebatedor é capaz de circular todas as bases, terminando na casa base e anotando uma corrida (junto com uma corrida anotada por cada corredor que já estava em base), com nenhum erro cometido pelo time defensivo na jogada que resultou no batedor-corredor avançando bases extras. O feito é geralmente conseguido rebatendo a bola sobre a cerca do campo externo entre os postes de falta (ou fazendo contato com um deles), sem que ela antes toque o chão. Ou ainda rebatendo a bola dentro do campo de jogo mas ainda assim percorrendo todas as bases voltando ao home plate. Jogada conhecida como inside-the-park home run.
O home run está entre os aspectos mais importantes do beisebol, e grandes rebatedores de HRs são normalmente os jogadores mais populares entre os torcedores e também os mais bem pagos dos times. Daí o velho dito, atribuído ao slugger Ralph Kiner, mas que na verdade foi dita por seu companheiro de equipe e mentor Fritz Ostermueller: "Rebatedores de home runs dirigem Cadillacs; rebatedores de simples dirigem Fords".
Gary Sheffield, Rusty Staub, Ty Cobb e Alex Rodriguez são os únicos jogadores na história da MLB a rebater um home run tanto na adolescência quanto após completarem 40 anos. Alex Rodriguez conseguiu igualar o feito no dia em que completou 40 anos em 27 de Julho de 2015.